# La Marche de l'empereur
La Marche de l'empereur (El viaje del emperador en España y La marcha de los pingüinos en Hispanoamérica) es una película documental francesa dirigida por Luc Jacquet.
La película muestra los viajes anuales de los pingüinos emperador de la Antártida. En otoño, todos los pingüinos en edad reproductiva (de más de cinco años) dejan el océano, su hábitat habitual, para iniciar un viaje hacia el interior de la Antártida hacia sus lugares de anidamiento y reproducción ancestrales. Allí, los pingüinos comienzan el cortejo que dará lugar a una nueva vida. Para que los polluelos sobrevivan uno de sus padres ha de hacer varios viajes desde el lugar de anidamiento hasta el océano, donde captura la comida, mientras el otro padre cuida el polluelo a lo largo de varios meses. 
El rodaje de la película, realizado en los alrededores de la base científica francesa de Dumont d'Urville en Tierra Adelia, duró un año.
Se llegó a hacer un videojuego para la Game Boy Advance, con el título March of the Penguins.

## Premios
Premios Óscar
- Mejor película documental